# Hans Weibrecht
Hans Weibrecht (* 23. September 1911 in Fürth; † 15. April 1945 in Österreich)  war ein deutscher SS-Führer.

## Leben
Hans Weibrecht war Sohn eines Kellermeisters Karl Weibrecht. Er besuchte vier Jahre die Volksschule und anschließend weitere vier Jahre eine Lehre als kaufmännischer Angestellter zu machen. 1931 wurde er arbeitslos.
Im November 1931 wurde er Mitglied der Sturmabteilung (SA). Zum 1. März 1932 trat er in die NSDAP (Mitgliedsnummer 1.003.285) am 15. April 1933 der SS bei (SS-Nummer 55.080). Zunächst wurde er als Hilfspolizist eingesetzt.
Am 11. Juli 1933 begann Weibrecht seinen Dienst bei der SS-Wachtruppe im KZ Dachau. Dort wurde er im Mai 1934 Adjutant von Theodor Eicke, dem Dachauer Lagerkommandant. In dieser Eigenschaft begleitete Weibrecht Eicke in den folgenden beiden Jahren bei der Reorganisation der Konzentrationslager. Zu Jahresbeginn 1935 war Weibrecht zudem neben Eicke und Ferdinand Zachmann einer von drei nachgewiesenen Mitarbeitern der sogenannten Zentralabteilung der Inspektion der Konzentrationslager (IKL). Die Beziehung zu Eicke scheint dabei außerordentlich eng gewesen zu sein. So schrieb Eicke anlässlich einer geplanten Versetzung seines Adjutanten:
„Meinen Adjutanten, SS-Truppführer Weibrecht vom KLD, bitte ich mir zu belassen, da Weibrecht für mich eine unentbehrliche Stütze ist.“
Anlässlich der Röhm-Affäre vom 30. Juni 1934 wurde Weibrecht zum Untersturmführer befördert. Im Herbst 1936 wurde Weibrecht durch Eicke von seinen Funktionen entbunden und wechselte zur allgemeinen SS. Später war er in der Reichsstudentenführung in Stuttgart tätig. Im Sommer 1937 hatte er beim Infanterie-Regiment 13 in Ludwigsburg an militärischen Übungen teilgenommen und den Grad als Offiziersanwärter erworben. Ab Oktober 1938 wurde er bei SD-Hauptamt eingesetzt.
Am 16. Oktober 1939 wurde Weibrecht als Nachfolger von Herbert Lange zum Kommandanten des Forts VII (auch KZ Posen genannt) ernannt, einem der ersten Konzentrationslager, die die SS im besetzten Polen gründete. Weibrecht führte das Lager, das sich bei Posen befand, bis zum 15. Oktober 1941. Im Fort VII wurden unter der Oberaufsicht Weibrechts zahlreiche Polen und Juden getötet. Außerdem wurden dort bereits im Oktober und November 1939 erstmals so genannte Geisteskranke mit Hilfe von Gas ermordet.
Nach dem Beginn des „Krieges gegen die Sowjetunion“ gehörte Weibrecht vom 10. August 1941 bis 1. April 1942 als Hauptsturmführer dem Einsatzkommando 10a der Einsatzgruppe D an, das auf dem Gebiet der Sowjetunion Massenerschießungen von Juden und anderen ideologischen Gegnern und unerwünschten Personen durchführte. Weibrecht fungierte als Teilkommandoführer und Stellvertreter des Einsatzkommando Führers Kurt Christmann. In dieser Funktion war er an der Massenerschießung von sowjetischen Juden, politischen Amtsträgern und Partisanen beteiligt. Im Jahre 1943 nahm er an Unternehmen „Wechsel“ und „Seydliz“ teil, die die „Säuberung“ des Pripjetgebiets von Partisanen Ziel hatte.
Am 30. Oktober 1944 wurde Weibrecht zum Sturmbannführer ernannt. Im selben Jahr wurde er ins Reichssicherheitshauptamt (RSHA) versetzt.
Ab Oktober 1944 war er beim Inspekteur der Sicherheitspolizei und des SD (IdS) in Posen eingesetzt und später als „Chef der Bandenkampfverbände“. Dass Weibrecht Mitte April 1945 den Tod in Raum St. Pölten fand, lässt vermuten, dass er mit der 6. SS-Panzer Armee beim Kampfhandlungen gegen die vorrückende Rote Armee in Ungarn und vor Wien beteiligt war.